# Media inglesa
Se conoce con el nombre de media inglesa en el fútbol al rendimiento de los equipos que ganan los partidos de local y empatan de visitante.

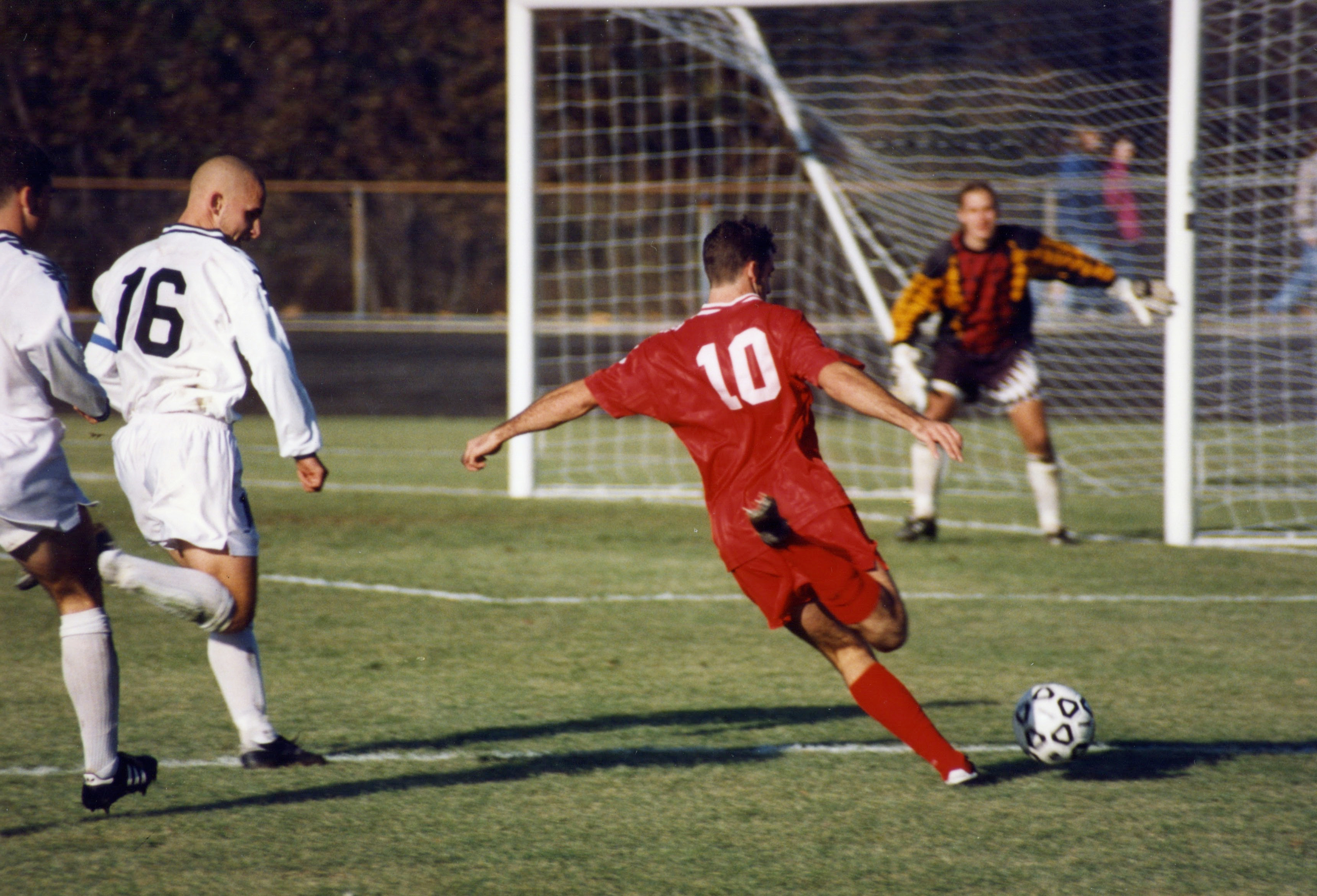
La media inglesa favorece a los equipos que se hacen fuertes en sus propios estadios.

Esta fórmula, considerada la clave del éxito en Inglaterra, de ahí deriva su nombre, se puso de moda en tiempos en los que la victoria era recompensada con dos puntos y la igualdad, al igual que hoy, con uno.

## Descripción
La clave de esta táctica es pensar los partidos como un enfrentamiento de ida y vuelta (local y visitante). Así, sabiendo que tu equipo en cuestión es fuerte de local y que por lo general gana esos partidos, en esta instancia saldrá a atacar y si logra el triunfo aseguraría el 50 % de los puntos en disputa en el enfrentamiento global (de ida y vuelta). 
Posteriormente de visitante sabiendo que se tiene limitaciones, se juega más a la defensiva y se logra un empate, con el punto que se suma en dicha instancia además de los puntos que pierde tu adversario de local se saca la diferencia. En caso de no ganar de local y conseguir solo un empate, empatando también el encuentro de visitante se logran dos puntos al igual que el rival, es decir que siempre se suman puntos y en ningún caso el rival te supera en la cosecha de puntos obtenidos en el resultado global. 
Es muy importante la regularidad, porque si se mantiene a largo plazo el equipo termina peleando el campeonato en una liga de larga duración.

## Críticas
Los detractores de esta estrategia dicen que “salir a ganar solo de local y a solo empatar de visitante” va en contra de la “mentalidad deportiva de ganar todos los partidos por igual".
La media inglesa también es imperfecta en el sentido de que, en los campeonatos largos, el equipo que intenta practicarla es proclive a dejarse perder puntos valiosos merced a la especulación de los partidos de visitante. De esta forma, un equipo superior que se anima a ganar tanto de local como de visitante le sacaría mucha ventaja y tendría más opciones de salir campeón.